# راه‌آهن مالت
راه‌آهن مالت تنها راه‌آهنی بود که روی این جزیره تا به حال وجود داشته و تنها از یک خط که والتا را به بخش مدینا متصل می‌کرد تشکیل شده بود. این خط راه‌آهن تک خطی بود، بدین معنا که برای رفت و برگشت از یک خط استفاده می‌شد. این خط از سال ۱۸۸۳ میلادی تا ۱۹۳۱ فعالیت داشت و میان مردم مالت به il-vapur tal-art یا «کشتی زمینی» معروف بود.

## تاریخچه

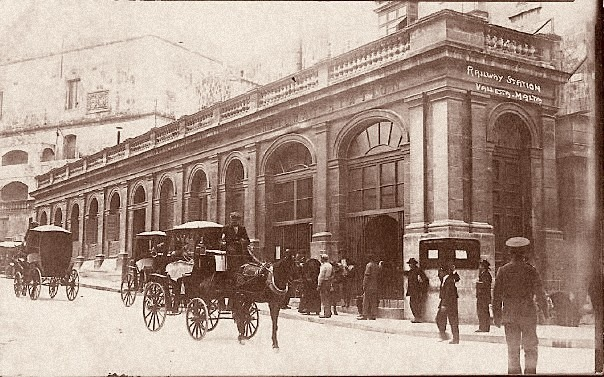
ایستگاه راه‌آهن والتا، حدود ۱۸۹۰

اولین پیشنهاد برای ساخت یک خط راه آهن در سال ۱۸۷۰ داده شد. علت اصلی متصل کردن والتا به بخش مدینا و برای کاهیدن زمان سفر از ۳ ساعت به نیم ساعت بود. ساخت و ساز در سال ۱۸۷۹ آغاز و سرانجام در سال ۱۸۸۳ به پایان رسید هرچند که انتظار می‌رفت در سال ۱۸۸۱ به پایان برسد اما مشکلاتی با تملک زمین باعث این تأخیر شد.
بودجه راه آهن همیشه مهم بود اما در آوریل سال ۱۸۹۰ میلادی شرکت راه آهن مالت ورشکست شد و راه آهن برای مدت کوتاهی فعالیت خود را به پایان رساند. بدین ترتیب، دولت انگلستان مسئولیت خط راه آهن را پذیرفت و زیرساخت آن را تعمیر و راه آهن دوباره در تاریخ ۲۵ فوریه ۱۸۹۲ فعالیت خود را آغاز کرد.
اولین اتوبوس‌ها در سال ۱۹۰۵ معرفی و در دهه ۱۹۲۰ به محبوبیت رسیدند. بدین ترتیب باعث ضعف فعالیت خط راه آهن گشت و در تاریخ ۳۱ مارس ۱۹۳۱ خط راه آهن برای همیشه بسته شد.
در محاصره مالت در جنگ جهانی دوم و در سال ۱۹۴۰، موسیلینی ادعا کرد که خط راه آهن مالت به‌طور کامل به دست نیروهای حمله کننده ایتالیایی نابود شده‌است هرچند که خط راه آهن ۹ سال بود که بسته شده بود.